# Panagis Tsaldaris
Panagis Tsaldaris ( Corinto, 5 de marzo de 1868- Atenas, 17 de marzo de 1936) (o Panagiotis Tsaldaris, en griego: Παναγής Τσαλδάρης) fue un político conservador griego. Fue primer ministro de Grecia dos veces entre 1932 y 1935.
Estudió derecho en la Universidad de Atenas, y después en Berlín y París. Era abogado, entró en la política en 1910 cuando fue cargo electo al Parlamento Helénico, donde permaneció hasta su muerte.

## Primer gobierno y rivalidad con Venizelos
A comienzos de la década de 1930 Tsaldaris finalmente aceptó el modelo de Estado republicano. Dirigente del Partido Popular griego, logró desplazar a Venizelos del Gobierno tras las elecciones de septiembre de 1932, que sellaron la decadencia de la carrera política de este. El futuro dictador Ioannis Metaxás fue nombrado ministro del Interior de su gabinete.

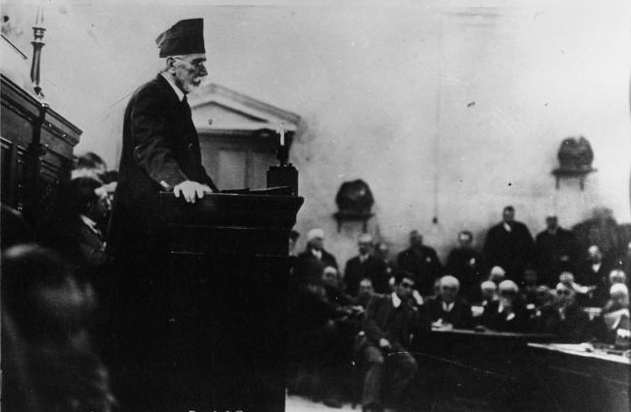
Venizelos en un discurso parlamentario contra Tsaldaris en 1933.

En enero de 1933, empujado por el general Nikolaos Plastiras, Venizelos sustituyó a Tsaldaris al frente del Gobierno y convocó elecciones que, sin embargo, perdió en marzo. Ante la nueva derrota Plastiras dio un golpe de Estado, teóricamente para mantener el modelo de Estado republicano frente a las sospechas de monarquismo de Tsaldaris. El propio Venizelos se mostró partidario de imponer un nuevo gobierno autocrático para defender la república, y volvió a perder las elecciones convocadas a final de 1933.

## Segundo gabinete
La intentona de Plastiras fracasó y Tsaldaris regresó al frente del Gobierno. Hombre indeciso y débil, se vio enfrentado a la vez a los extremistas republicanos y a los monárquicos.
En marzo de 1935 hubo de enfrentarse a un nuevo intento de golpe de Estado por parte de algunos oficiales venicelistas, que fue aplastado por él se convirtió en nuevo dirigente de los monárquicos, el general Georgios Kondilis. En junio algunos de los principales monárquicos, entre ellos Metaxas, formaron la Unión de Monárquicos para forzar a Tsaldaris a restaurar la monarquía.
En octubre de 1935, tras un golpe de Estado por parte de oficiales monárquicos Kondilis formó un nuevo gobierno de corta duración. Enfrentado al rey que deseaba conceder una amnistía a los militares republicanos, Kondilis se retiró. Tsaldaris, conciliador, defendió la amnistía.
Tsaldaris murió el 12 de mayo de 1936 facilitando, junto a la muerte de otros destacados políticos griegos, la proclamación de la dictadura de Metaxas en agosto de ese año.